# Dragomirna
Dragomirna – wieś w Rumunii, w okręgu Suczawa, w gminie Mitocu Dragomirnei. W 2011 roku liczyła 208 mieszkańców. Jest położona w północnej części Mołdawii, na Bukowinie, kilkanaście kilometrów na północ od Suczawy.
We wsi znajduje się obronny monastyr z cerkwią pod wezwaniem Zesłania Ducha Świętego, zbudowany na początku XVII w. z fundacji metropolity mołdawskiego Anastazego. 
Podczas wojny z Turcją monastyr w 1690 roku zajęły oddziały polskie pod dowództwem chorążego Nikodema Żaboklickiego. 
W pobliżu miejscowości znajduje się rezerwat przyrody "Dragomirna", obejmujący las bukowy.